# Margit Szöllösi-Janze
Margit Szöllösi-Janze (* 22. Februar 1957 in München) ist eine deutsch-ungarische Historikerin. Szöllösi-Janze ist seit 2010 Inhaberin des Lehrstuhls für Neueste Geschichte und Zeitgeschichte an der Ludwig-Maximilians-Universität München. Sie ist vor allem mit Monographien über die Geschichte der Arbeitsgemeinschaft der Großforschungseinrichtungen 1958–1980, der ungarischen Pfeilkreuzlerbewegung und mit der ersten wissenschaftlichen Biografie über Fritz Haber hervorgetreten.

## Leben und Wirken
Margit Szöllösi-Janze absolvierte 1981 und 1982 ihr erstes Staatsexamen für das Lehramt an Gymnasien für die Fächer Deutsch, Geschichte und Sozialkunde. Sie wurde im Jahr 1985 mit summa cum laude zum Dr. phil. mit einer von Gerhard A. Ritter betreuten Arbeit über die Pfeilkreuzlerbewegung in Ungarn promoviert. Von 1986 bis 1992 war sie wissenschaftliche Mitarbeiterin an verschiedenen Drittmittelprojekten und wissenschaftliche Assistentin am Institut für Neuere Geschichte der LMU München. Von 1993 bis 1996 erhielt Szöllösi-Janze ein Habilitationsstipendium der DFG. 1996/97 wurde sie an der LMU München mit einer umfangreichen Biografie über den Chemiker und Nobelpreisträger Fritz Haber bei Gerhard Ritter für Neuere und Neueste Geschichte habilitiert und erhielt anschließend von 1997 bis 2000 ein Heisenberg-Stipendium.
Nach einer Gastprofessur am St Antony’s College der University of Oxford 1998/99 war Szöllösi-Janze von 2000 bis 2001 Professorin für Zeitgeschichte am Institut für Geschichte der Universität Salzburg, bis 2010 dann Professorin für Neuere und Neueste Geschichte am Historischen Seminar der Universität zu Köln. Seit dem Frühjahr 2010 ist sie Professorin für Neueste Geschichte und Zeitgeschichte am Historischen Seminar der LMU München.
Für ihre Forschungen wurden Szöllösi-Janze zahlreiche wissenschaftliche Ehrungen und Mitgliedschaften zugesprochen. Ihr wurde 1987 Preis der Südosteuropa-Gesellschaft und 1998 der Förderpreis der Ludwig-Maximilians-Universität München verliehen. Für hervorragende Leistungen des wissenschaftlichen Nachwuchses wurde ihr 1998 der Preis vom Verband der Historiker und Historikerinnen Deutschlands verliehen. Sie hatte eine Gastprofessur des Stifterverbands für die Deutsche Wissenschaft am St Antony’s College der University of Oxford (1998–1999) inne. Von 2004 bis 2015 war Szöllösi-Janze ordentliches Mitglied der Historischen Kommission bei der Bayerischen Akademie der Wissenschaften. Von 2009 bis 2016 gehörte sie zum erweiterten Herausgeberkreis der Vierteljahrshefte für Zeitgeschichte. Seit April 2016 gehört sie zu dem Herausgeberkollegium dieser Fachzeitschrift.

## Schriften (Auswahl)
Monographien
- Die Pfeilkreuzlerbewegung in Ungarn. Historischer Kontext, Entwicklung und Herrschaft (= Studien zur Zeitgeschichte. Bd. 35). Oldenbourg, München 1989, ISBN 3-486-54711-9 (Zugleich: München, Universität, Dissertation, 1985/86) (Volltext online verfügbar).
- Fritz Haber. 1868–1934. Eine Biographie. Beck, München 1998, ISBN 3-406-43548-3.
- Geschichte der Arbeitsgemeinschaft der Großforschungseinrichtungen, 1958–1980 (= Studien zur Geschichte der deutschen Großforschungseinrichtungen. Bd. 2). Campus, Frankfurt am Main u. a. 1990, ISBN 3-593-34377-0.

Herausgeberschaften
- seit 2018 Mitherausgeberin der wissenschaftlichen Buchreihe Wissenschaftskulturen im Franz Steiner Verlag
- Science in the Third Reich (= German historical perspectives series. Bd. 12). Berg, Oxford u. a. 2001, ISBN 1-85973-421-9.